# دونپورت سنتر (نیویورک)
دونپورت سنتر (به انگلیسی: Davenport Center) یک منطقهٔ مسکونی در ایالات متحده آمریکا است که در Davenport واقع شده‌است. دونپورت سنتر ۸٫۱ کیلومتر مربع مساحت و ۳۴۹ نفر جمعیت دارد و ۳۷۲٫۱۷ متر بالاتر از سطح دریا واقع شده‌است.